# Niezależny Samorządny Związek Zawodowy Policjantów
Niezależny Samorządny Związek Zawodowy Policjantów (NSZZ Policjantów) – organizacja związkowa z tradycjami sięgającymi okresu 1918–1939 oraz działań organizacyjnych w 1981 oraz od 1989.

## Chronologia
- 3 listopada 1992 – uzyskuje członkostwo w Europejskiej Radzie Związków Zawodowych Policjantów
- 15 kwietnia 2002 – zostaje członkiem Forum Związków Zawodowych

## Przewodniczący
- podinsp. Roman Hula – 1990
- Andrzej Kosiak – 1990–1993
- Grzegorz Korytowski – 1993–1994
- Jan Malek – 1994–1995
- Andrzej Żwański – 1995–1999
- Antoni Duda – 1999–2012
- Grzegorz Nems – 2012–2016
- podkom. Rafał Jankowski – od 2016[1]

## Medale 20-lecia i 25-lecia NSZZ Policjantów
Związek nadawał jubileuszowe medale z okazji 20-lecia i 25-lecia NSZZ Policjantów. Przyznawane były „członkom Związku oraz osobom spoza środowiska związkowego i policyjnego za:
1. wybitne zasługi na rzecz Związku i środowiska policyjnego, w tym:
  - pełnienie funkcji we władzach Związku na wszystkich szczeblach NSZZP (przewodniczący, wiceprzewodniczący),
  - długoletni staż (członkom Związku odchodzącym na emeryturę),
  - wykazywanie się inicjatywą, wspieranie Związku w różnych formach, udzielanie pomocy w rozwiązywaniu problemów, aktywność na rzecz Związku – zarówno przez członków  Związku, jak i osoby spoza Związku,
2. wspierającym finansowo działalność Związku, darczyńcom i sponsorom;
3. posłom, senatorom, a także przedstawicielom organów państwowych                     i instytucji, które  aktywnie wspierały i wspierają działalność statutową Związku”[2].